# Caitlyn
Caitlyn (nume real: Florentina Cătălina Ciună, n. 8 august 1988, Budești, județul Călărași, România) este o cântăreață de muzică dance și pop din România. A început să colaboreze cu Deepside Deejays în anul 2011, an în care a fost lansat și primul ei single, „Una Noche Mas”, piesă ce a ajuns pe primul loc în clasamentele din Serbia, Albania, Bulgaria, Kosovo etc. Începând cu anul 2012, Caitlyn a început o colaborare cu DJ-ul și producătorul Emil Lassaria, ulterior luând cu asalt cluburile din țară și de peste hotare, devenind unul dintre cele mai solicitate proiecte dance din România datorită pieselor de un imens succes în cluburi și datorită reprezentațiilor live. Primul single al duo-lui, „Tu Amor”, a reușit să strângă peste 30 de milioane de vizualizări pe YouTube. De-a lungul carierei, Caitlyn a lansat numeroase single-uri, printre care: „Tu Amor”, „Fiesta”, „Baila”, „El Calor”, „Arrivé”, „Guantanamera”, „Dejame” etc., toate acestea ajungând pe poziții fruntașe în clasamentele de specialitate din Europa, Africa și America Latină. În anul 2013, Emil Lassaria și Caitlyn au fost nominalizați cu piesa „Tu Amor” la premiile Romanian Music Awards, la categoria „Best DJ”. În anul 2014, tot în colaborare cu Emil Lassaria, Caitlyn a lansat albumul EDM „Read My Lips”, semnat Roton Music. În anul 2015 a lansat single-ul „El Calor”, piesă ce a ajuns pe prima poziție în topurile din Polonia și Serbia. În anul 2016 Caitlyn și Emil Lassaria s-au îndepărtat de stilul latino-dance și au lansat piesa „Summer Sun”, piesă ce a fost în heavy-rotation pe posturile de radio din Bulgaria. La începutul anului 2017, Caitlyn începe o nouă etapă în cariera sa solo cu single-ul „Arrivé”, piesă ce ajunge rapid în heavy-rotation pe cel mai important post de radio de muzică dance din Franța, Fun Radio, dar și pe alte posturi de specialitate din Franța și Monaco. De-a lungul carierei, Caitlyn a mai surprins și colaborări cu alți artiști din România, precum: F. Charm pe piesele „Nu iese fum fără foc” și „Caz real”   și L L P pe piesa „Africa”.

## Biografie

### Anii copilăriei. Primele activități muzicale (1988–2007)
Florentina Cătălina Ciună s-a născut la 8 august 1988, în orasul Budești din județul Călărași, România. Dragostea pentru muzică a simțit-o încă din primii ani ai copilăriei, iar familia a susținut-o încă de mică. La vârsta de 12 ani a început cursurile de canto la Cercul de Muzică Ușoară „Armonia” din cadrul Palatului Național al Copiilor din București, condus de Ana Tănăsescu. În această perioadă, Caitlyn a participat la numeroase festivaluri de interpretare pentru copii, dar a și avut câteva piese proprii, printre care: „Poveste de vară” și „O clipă”, compuse de Mihai Vanica. În anul 2005 s-a înscris la Compania de artiști „Dorian's Art”, sub îndrumarea Danei Dorian, unde a luat lecții de canto, actorie, jazz dance, improvizație și teorie muzicală. În acest timp a mai participat la festivaluri de interpretare din țară, unde a și reușit să obțină premii și trofee, printre care: Festivalul Nufărul Alb – trofeu – 2006, Festivalul Stejarul de Aur – trofeu – 2006. În anul 2006 a câștigat premiul 3 în cadrul Festivalului Mamaia, secțiunea „Interpretare”, cu piesa „Rămâi cu mine”, aici având ocazia de a-l cunoaște pe cântărețul și compozitorul Adrian Romcescu, urmând ca acesta să îi compună un cântec de iarnă ce a fost difuzat la Radio România.

### Perioada „Chicanos” (2007–2009)
În anul 2007 Caitlyn îi întâlnește pe membrii trupei Chicanos, într-un moment în care ei schimbau componența trupei. Astfel, Caitlyn devine vocea feminină a proiectului. Intră în studio rapid, unde înregistrează trei piese, două dintre ele urmând a fi viitoare single-uri: „Maleya” și „Suki Suki”. „Maleya” intră în heavy-rotation și ocupă clasamente fruntașe pe toate posturile de radio din România, dar și din alte teritorii. Urmează o perioadă de turneu național, unde câștigă o vastă experiență scenică. În anul 2008 Caitlyn a participat la festivalul international Cerbul de Aur, unde a reușit să treacă peste numeroase etape televizate de preselecție. A cântat pe aceeași scenă cu nume mari din muzica internațională, precum Simply Red.

### PerioadaLand of Jokes(2010–2011)
Între anii 2010 și 2011, Caitlyn a devenit noua voce din cadrul show-ului TV Land of Jokes, unde a interpretat diferite parodii muzicale timp de două sezoane, la cel mai important post de televiziune din România, Pro TV.

### Perioada „Caitlyn” (2011–prezent)
În anul 2011 Caitlyn lansează primul single din carieră, „Una Noche Mas”, produs de Deepside Deejays, foștii colegi din trupa Chicanos, ocazie cu care semnează cu casa de discuri Red Clover Media. Aici îl cunoaște pe DJ-ul și producătorul Emil Lassaria, cu care începe să colaboreze, ocazie cu care artista începe să compună linii muzicale și versuri. Toate piesele lansate în formula Emil Lassaria featuring Caitlyn sunt produse și compuse exclusiv de către ei. De-a lungul colaborării lor au fost în numeroase turnee atât în țară, cât și la nivel internațional, în țări precum: Albania, Italia, Serbia, Bosnia și Herțegovina, Maroc, Polonia, Germania, Republica Moldova, Bulgaria, Franța. În 2012 lansează primul single alături de Emil Lassaria, „Tu Amor”, piesă ce se bucură de un succes imediat în mediul online, urmând a fi difuzată în heavy-rotation pe posturile de radio din România, Albania, Serbia, Bosnia și Herțegovina, Maroc, Macedonia, Bulgaria, Polonia, Spania, Turcia, Portugalia, Cipru, Tunisia, Grecia, Muntenegru etc. Piesa ajunge în decursul anului pe prima poziție în clasamentele radiourilor din Spania, Portugalia, Turcia, Maroc, Algeria, Serbia, Albania etc. În același an, artiștii schimbă casa de discuri Red Clover Media și încep o colaborare cu Roton Music. Alte release-uri din 2012 care au devenit hituri au fost: „Andale”, „Guantanamera”, „Dejame”, „Serenata”, „Loca Loca”. Piesele lansate în 2013 sunt: „Bali”, „Milionar de vară”, „Fiesta”, „Noche Loca”, „Quedate”. „Fiesta” a fost single oficial, iar clipul piesei a fost filmat chiar de către ei, în timpul unei vacanțe în Maldive. Piesa ajunge să fie difuzată în heavy-rotation în numeroase țări din Europa și America Latină. Single-ul oficial al anului 2014 este „Baila” și în același an lucrează cu Emil Lassaria la albumul „Read My Lips”, punându-și amprenta muzicală pe următoarele piese: „Read My Lips”, „Sunshine”, „Endless Summer”, „Up Up”, „Crushing Minds”. Piesele lansate în 2015 sunt: „Quimera”, „El Calor” (single oficial), „Maria”, „Besame”. „El Calor” este difuzată pe posturile de radio din Polonia, Bulgaria, Serbia, ajungând pe pozițiile fruntașe în clasamentele de specialitate.
Tot în anul 2015, împreună cu F. Charm, lansează piesa „Nu iese fum fără foc”, piesă ce s-a bucurat de un real succes în mediul online, atingând 16 milioane de vizualizări pe YouTube. În același an participă la show-ul TV Vocea României, unde ajunge până în semifinale.  
La începutul anului 2016, Caitlyn, împreună cu LLP și Emil Lassaria, lansează single-ul „Africa”. În martie 2016 lansează piesa „Ana și Manole”, primul single solo oficial în limba română, compus de LaNoy Records. Urmează o altă colaborare cu F. Charm și Zenn pentru piesa „Caz real”. În iunie 2016 lansează single-ul „Summer Sun” împreună cu Emil Lassaria. Piesa a fost difuzată pe posturile de radio din Bulgaria și Polonia.
În ianuarie 2017 lansează single-ul „Arrivé”, piesă ce ajunge rapid în heavy-rotation pe cel mai important post de radio de muzică dance din Franța, Fun Radio, dar și pe alte posturi de specialitate din Franța și Monaco. În primăvara anului 2017 Caitlyn face parte din proiectul de televiziune ZaZa Sing, emisiune difuzată pe postul Antena 1. Alte release-uri din 2017 au fost: „What Can I Do” și „Dansando” (în colaborare cu Emil Lassaria).

## Discografie

### Single-uri
- „Nu iese fum fără foc” (cu F. Charm)
- „Tu Amor” (cu Emil Lassaria)
- „Dejame” (cu Emil Lassaria)
- „Fiesta” (cu Emil Lassaria)
- „Baila” (cu Emil Lassaria)[81]
- Criminal (cu Christian Eberhard și Otilia)

### Videoclipuri
- „Tu Amor”[82]
- „Fiesta”[83]
- „Baila”[84]